# Blubberhouses
Blubberhouses is een civil parish in het Engelse graafschap North Yorkshire.